# 約定的那一天
約定的那一天是I WiSH的第三張單曲。

## 解説
2004年5月19日由SME Records發售。

## 收錄曲
1. 約定的那一天（約束の日）
  - 作詞：ai、山口光／作曲：nao／編曲：家原正樹、nao
    - 戀愛3部作的第3作。
    - RECRUIT公司的結婚情報誌『Zexy』的搭配曲
2. 你踏上旅途那天春天的味道（あなたが旅立ったあの春のにおい）
  - 作詞：ai／作曲：nao／編曲：家原正樹、nao